# Liste der Kulturgüter in Albinen
Die Liste der Kulturgüter in Albinen enthält alle Objekte in der Gemeinde Albinen im Kanton Wallis, die gemäss der Haager Konvention zum Schutz von Kulturgut bei bewaffneten Konflikten, dem Bundesgesetz vom 20. Juni 2014 über den Schutz der Kulturgüter bei bewaffneten Konflikten sowie der Verordnung vom 29. Oktober 2014 über den Schutz der Kulturgüter bei bewaffneten Konflikten unter Schutz stehen.
Objekte der Kategorie A sind im Gemeindegebiet nicht ausgewiesen, Objekte der Kategorie B sind vollständig in der Liste enthalten, Objekte der Kategorie C fehlen zurzeit (Stand: 1. Januar 2023).

## Kulturgüter
| Foto |                                                                             | Objekt                                           | Kat. | Typ | Standort                             | Beschreibung                                                                                      |
| ---- | --------------------------------------------------------------------------- | ------------------------------------------------ | ---- | --- | ------------------------------------ | ------------------------------------------------------------------------------------------------- |
| BW   | Datei hochladen                                                             | Bogenbrücke über die Dala KGS-Nr.: 06614         | B    | G   | Rumeling 614961 / 132204             | Objekt liegt hälftig auf dem Gemeindegebiet von Albinen (KGS-Nr. 06614) und von Inden (Nr. 06785) |
| BW   | Datei hochladen · Wikidata zu Fideshaus (Q131351737)                        | Fideshaus KGS-Nr.: 06664                         | B    | G   | Oberer Turilljiweg 3 614961 / 132204 |                                                                                                   |
| BW   | Datei hochladen · Wikidata zu Haus Beney-Zumofen (Q131351803)               | Haus Beney-Zumofen KGS-Nr.: 06727                | B    | G   | Pfäriweg 5 615017 / 132109           |                                                                                                   |
| BW   | Datei hochladen · Wikidata zu Haus Otschier (Q131351833)                    | Haus Otschier KGS-Nr.: 06729                     | B    | G   | Oberer Turiljiweg 10 614948 / 132240 |                                                                                                   |
| BW   | Datei hochladen · Wikidata zu Oberes Turilji (Q131351980)                   | Oberes Turilji KGS-Nr.: 06638                    | B    | G   | Oberer Turiljiweg 14 614948 / 132248 |                                                                                                   |
| ja   | Datei hochladen · Wikidata zu Pfarrkirche Heiliger Bruder Klaus (Q29891819) | Pfarrkirche Heiliger Bruder Klaus KGS-Nr.: 16008 | B    | G   | Kirchgasse 4 614988 / 132119         |                                                                                                   |